# Albert Metral
Albert Roger Marc Metral (Lyon, 1902 - 10 de febrero de 1962) fue un ingeniero de minas francés, pionero en el estudio de la aeronáutica. Fue nombrado Oficial de la Legión de Honor y recibió la Croix de Guerre (1939-45).
Exalumno de la Ecole Polytechnique y la Escuela de Minas, donde obtuvo la medalla de oro en 1922, sustituyó a Paul Painlevé en la Cátedra de Mecánica de Fluidos y aplicaciones para la aviación, en la Facultad de Ciencias.
Metral acuñó el término «Efecto Coanda» en honor a su descubridor, Henri Coandă.